# Bit (Währungseinheit)

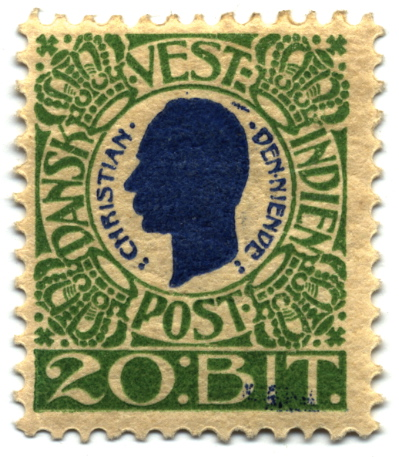
Dänisch-Westindische 20-Bit-Briefmarke

Bit (englisch „Stückchen“) war der Name kleinerer Münzen und Geldeinheiten insbesondere in Kalifornien, den anderen westlichen Staaten der USA und auf den Westindischen Inseln. Am längsten hielt sich das Bit als Rechnungseinheit auf der Bahamas-Insel Rum Cay.
An der so genannten Indianergrenze der Vereinigten Staaten war das kleinste Geldstück der Quarter, eine Silbermünze von 1/4 Dollar, die dort jedoch nicht Quarter, sondern two bits hieß. So viel umfasste auch der geringste zu zahlende Betrag.

## Dänisch-Westindien
Von 1905 bis 1934 waren Bits eine Währungsuntereinheit in Dänisch-Westindien. Hier trugen Münzen zwei Wertangaben: Franc/Daler bzw. Bit/Cent im Verhältnis 5:1. Ein Franc war unterteilt in 100 Bits. Ein Taler war damit 500 Bits wert, der Cent fünf Bits. Die kleinste Münze hatte einen Wert von 2½ Bits gleich ½ Cent. Als Rechnungseinheit gültig wurden Franc und Bit am 1. April 1905. Ungeachtet des Verkaufs der Kolonie an die USA blieben die Münzen einzig gültiges Zahlungsmittel bis zum 1. Juli 1934, als sie vom US-Dollar abgelöst wurden.